# Acrophyllum australe
Acrophyllum australe är en tvåhjärtbladig växtart som först beskrevs av Allan Cunningham, och fick sitt nu gällande namn av R.D. Hoogland. Acrophyllum australe ingår i släktet Acrophyllum och familjen Cunoniaceae. Inga underarter finns listade i Catalogue of Life.